# Thalassodes nivestrota
Thalassodes nivestrota är en fjärilsart som beskrevs av W. Warren 1903. Thalassodes nivestrota ingår i släktet Thalassodes och familjen mätare. Inga underarter finns listade i Catalogue of Life.